# Sinésio Campos
Sinésio da Silva Campos (Santarém, 3 de dezembro de 1963) é um professor e político brasileiro filiado ao Partido dos Trabalhadores (PT). Atualmente cumpre seu sétimo mandato como deputado estadual do Amazonas, sendo o parlamentar mais antigo em atividade na Assembleia Legislativa do Estado.

## Trejetória política
Sinésio entrou para a vida pública em 1996, quando elegeu-se vereador da cidade de Manaus pelo Partido dos Trabalhadores (PT) em sua primeira eleição. No pleito seguinte, ele foi eleito para o seu primeiro mandato como deputado estadual do Amazonas.
Sinésio é deputado estadual desde 1999, ele conquistou sete mandatos consecutivos para a Assembleia Legislativa do Amazonas (ALEAM). 
Em 2022, Belarmino Lins abriu mão do nono mandato seguido para eleger seu filho, George Lins. Em 2023, após essa decisão de Belarmino, Sinésio se tornou o deputado estadual mais antigo em atividade no parlamento estadual.
Na eleição suplementar de 2017, Sinésio foi candidato ao cargo de vice-governador do Amazonas pelo PT, na chapa liderada pelo então deputado estadual, Zé Ricardo. Ao fim da apuração, eles receberam 179.873 votos, ficando em 4° lugar e fora do segundo turno disputado por Amazonino Mendes (PDT) e Eduardo Braga (PMDB).

### Desempenho em eleições
| Ano  | Eleição              | Partido | Candidato a       | Votos   | %     | Resultado | Observações         | Ref.   |
| ---- | -------------------- | ------- | ----------------- | ------- | ----- | --------- | ------------------- | ------ |
| 1996 | Municipal de Manaus  | PT      | Vereador          | 4.208   | 0,93  | Eleito    | —                   | [ 1 ]  |
| 1998 | Estadual no Amazonas | PT      | Deputado estadual | 7.102   | 0,81  | Eleito    | —                   | [ 2 ]  |
| 2002 | Estadual no Amazonas | PT      | Deputado estadual | 12.950  | 1,12  | Eleito    | Eleito em 24º lugar | [ 7 ]  |
| 2006 | Estadual no Amazonas | PT      | Deputado estadual | 30.662  | 2,21  | Eleito    | Eleito em 6º lugar  | [ 8 ]  |
| 2010 | Estadual no Amazonas | PT      | Deputado estadual | 17.597  | 1,21  | Eleito    | Eleito em 26º lugar | [ 9 ]  |
| 2014 | Estadual no Amazonas | PT      | Deputado estadual | 25.342  | 1,55  | Eleito    | Eleito em 12º lugar | [ 10 ] |
| 2017 | Estadual no Amazonas | PT      | Vice-governador   | 179.873 | 12,38 | Não leito | Ficou em 4º lugar   | [ 6 ]  |
| 2018 | Estadual no Amazonas | PT      | Deputado estadual | 22.981  | 1,29  | Eleito    | Eleito em 16º lugar | [ 11 ] |
| 2022 | Estadual no Amazonas | PT      | Deputado estadual | 38.482  | 1,95  | Eleito    | Eleito em 8º lugar  | [ 12 ] |